# Gwidona
Gwidona – imię żeńskie pochodzenia germańskiego; żeński odpowiednik imienia Gwido. Wywodzi się od słowa witu oznaczającego "drzewo, las". Wśród patronów - bł. Maria Gwidona od Miłosierdzia Bożego, siostra sakramentka, wspominana razem z bł. Marią Stellą i towarzyszkami.
Gwidona imieniny obchodzi 4 września.